# بازکیاگوراب
بازکیاگوراب، روستایی از توابع بخش مرکزی شهرستان لاهیجان در استان گیلان ایران است.

## جمعیت
این روستا در دهستان بازکیاگوراب قرار دارد و براساس سرشماری مرکز آمار ایران در سال ۱۳۸۵، جمعیت آن ۴٬۲۱۳ نفر (۱٬۲۲۰خانوار) بوده‌است.